# 아이방

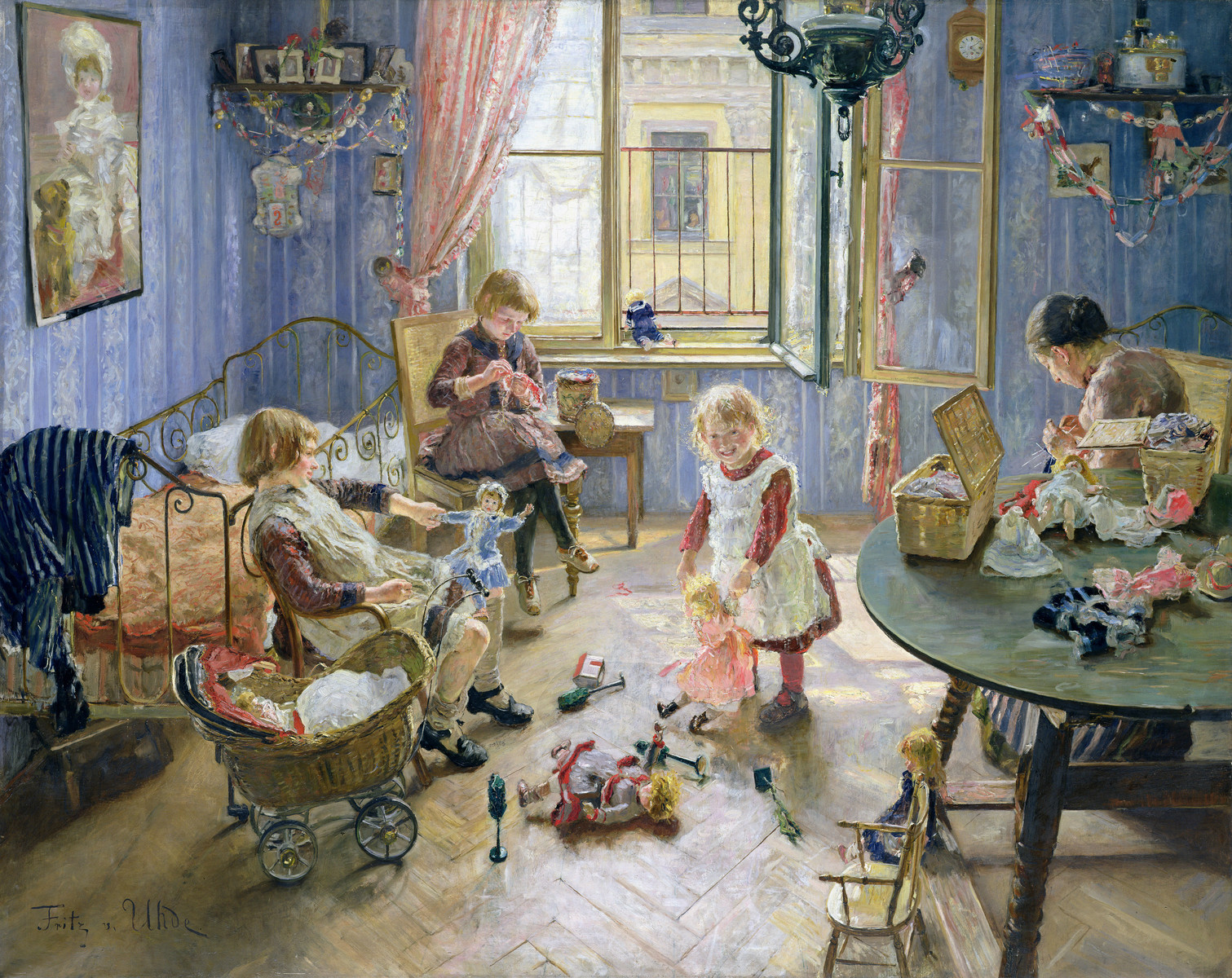

아이방(영어: Nursery)은 아이가 놀거나 공부할 수 있도록 따로 독립형태로 마련한 방이다. 아이방은 아이(자녀)의 성장과정이나 아이의 수에 따라 방의 수와 크기를 잘 결정해서 선정하도록 한다. 대체로 주택 한채나 한세대에 방이 2개 이상인 경우 가장 넓은 방을 부부의 개인공간으로 쓰고 그 나머지 방을 아이방으로 쓰는 경우가 일반적인데 아이방은 공부하는 공간과 취침 공간을 서로 통합하여 사용하는 경우가 많다.